# Rue Neuve-Saint-Pierre
La rue Neuve-Saint-Pierre est une voie du 4e arrondissement de Paris, en France.

## Situation et accès
La rue Neuve-Saint-Pierre est une voie située dans le 4e arrondissement de Paris. Elle débute au 23, rue Beautreillis et se termine au 38, rue Saint-Paul.
À l'angle sud de la rue Saint-Paul, vestiges de l'ancienne église Saint-Paul-des-Champs.

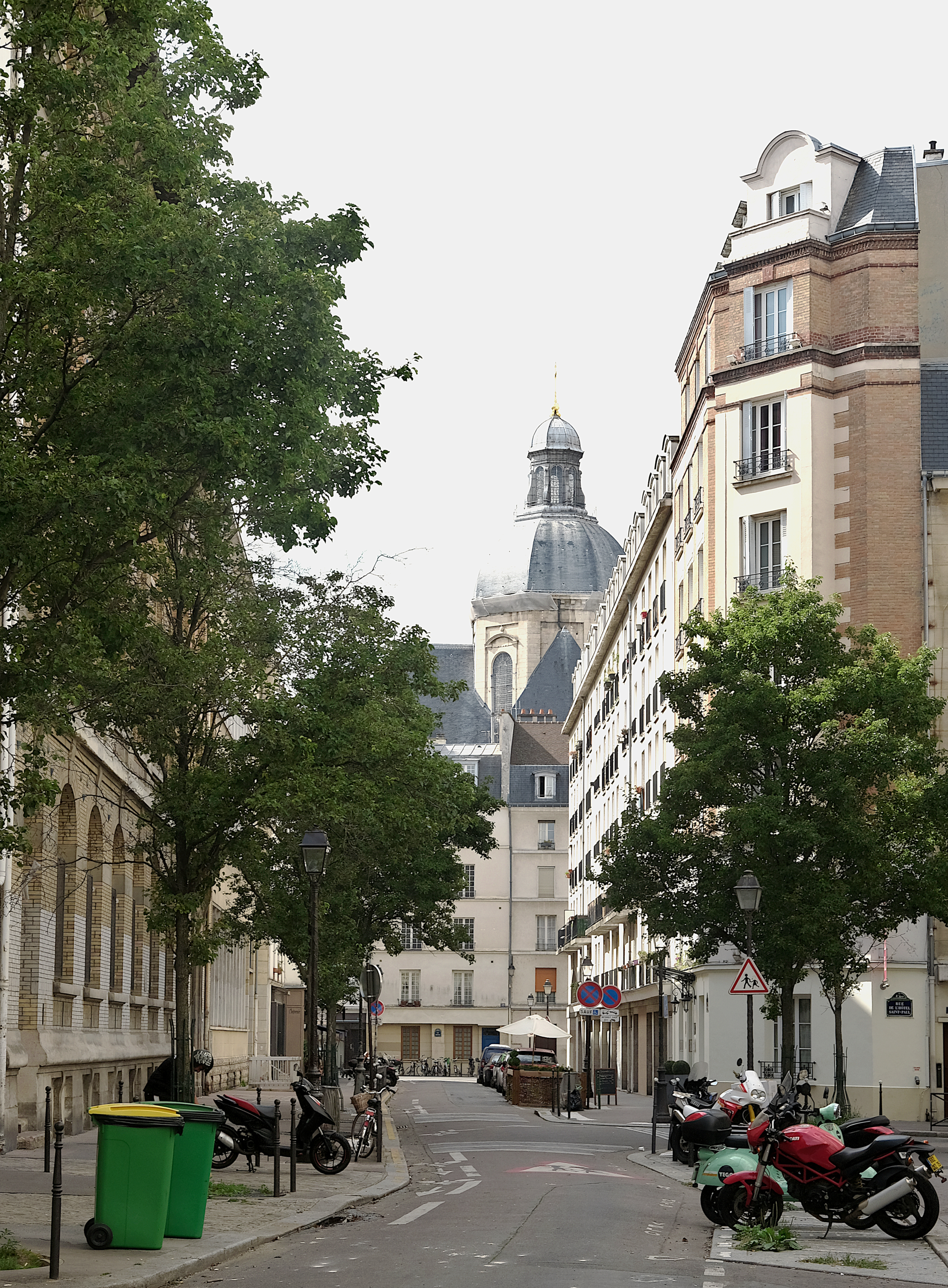
Rue Neuve-Saint-Pierre vue depuis la rue Beautreillis.
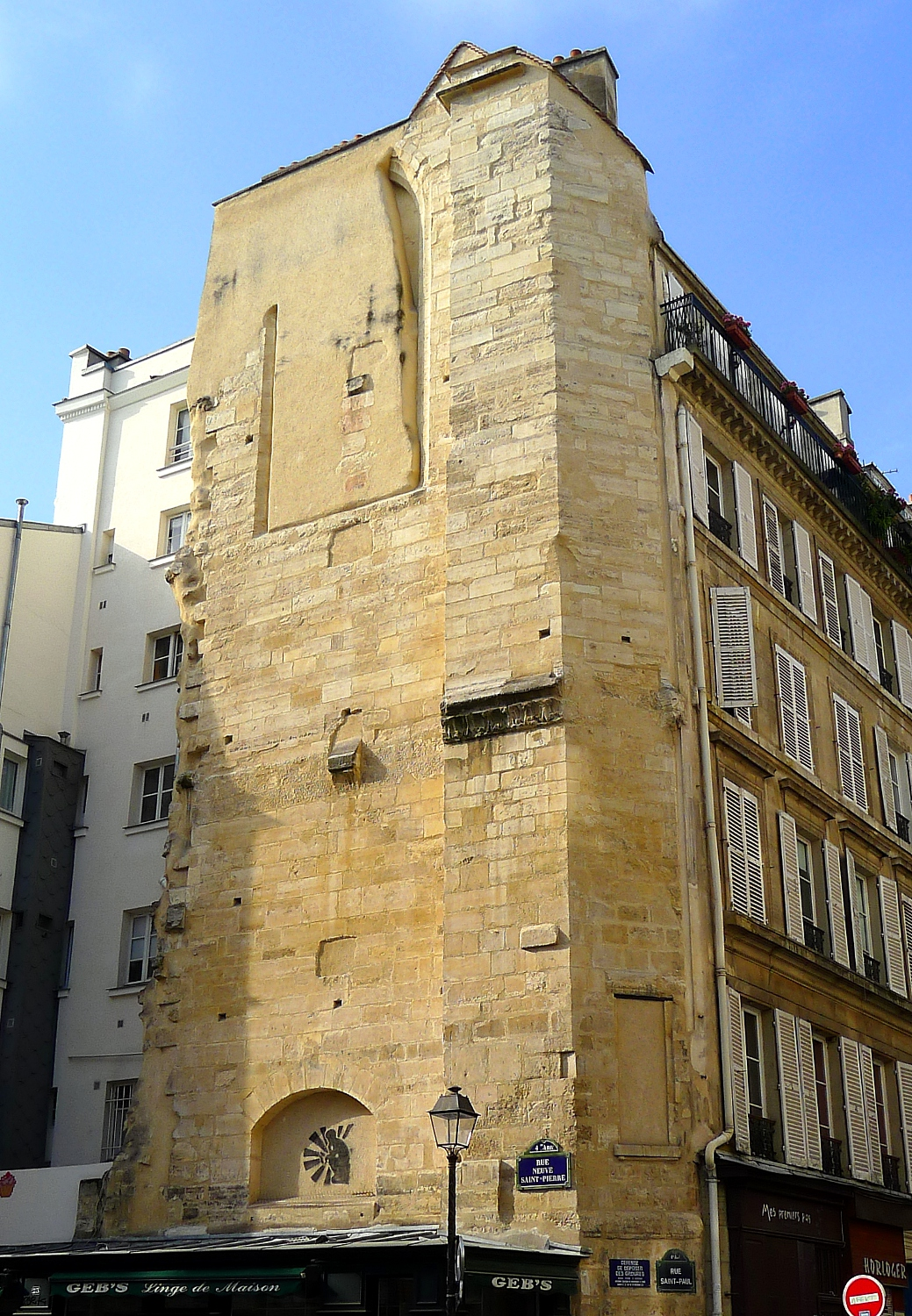
Vestiges de l'ancienne église Saint-Paul-des-Champs.

## Origine du nom
Elle porte ce nom car elle est située sur l'emplacement de l'ancien passage Saint-Pierre.

## Historique
Cette rue provient de l'ancien « passage Saint-Pierre » créé vers 1797 lors de la démolition de l'église Saint-Paul sur l'emprise du cul-de-sac Saint-Éloi percé au milieu du XVIe siècle pour conduire directement de la rue Saint-Paul au cimetière Saint-Paul-des-Champs sans passer par l'église.

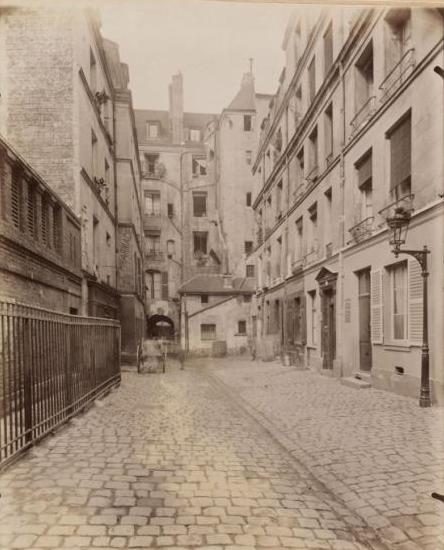
Passage Saint-Pierre (donnant rue Saint-Paul) vers 1900.

Prolongé en 1670 par le cul-de-sac Saint-Paul avec un retour d'équerre, le passage aboutissait dans la rue Saint-Antoine. L'entrée du cimetière Saint-Paul se situait au point de rencontre de ces deux passages.
En 1912 la branche aboutissant dans la rue Saint-Antoine, le cul-de-sac Saint-Paul, est élargie à 14 mètres et devient la rue de l'Hôtel-Saint-Paul tandis que celle aboutissant dans la rue Saint-Paul est élargie à 13 mètres et prolongée jusqu'à la rue Beautreillis. La maison du 34 de la rue Saint-Paul où se trouvait la voute d'entrée dans le passage est démolie et les maisons du XIXe siècle qui bordaient le passage Saint-Pierre sont démolies. Le passage reconstruit prend sa dénomination actuelle par un arrêté du 6 juin 1922.

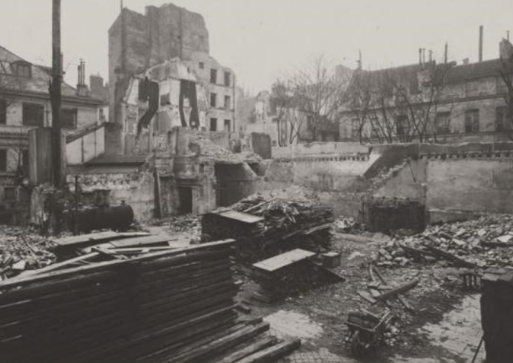
Déblaiement du l’ancien cimetière Saint-Paul en 1912 pour l’ouverture de la rue Neuve-Saint-Pierre.
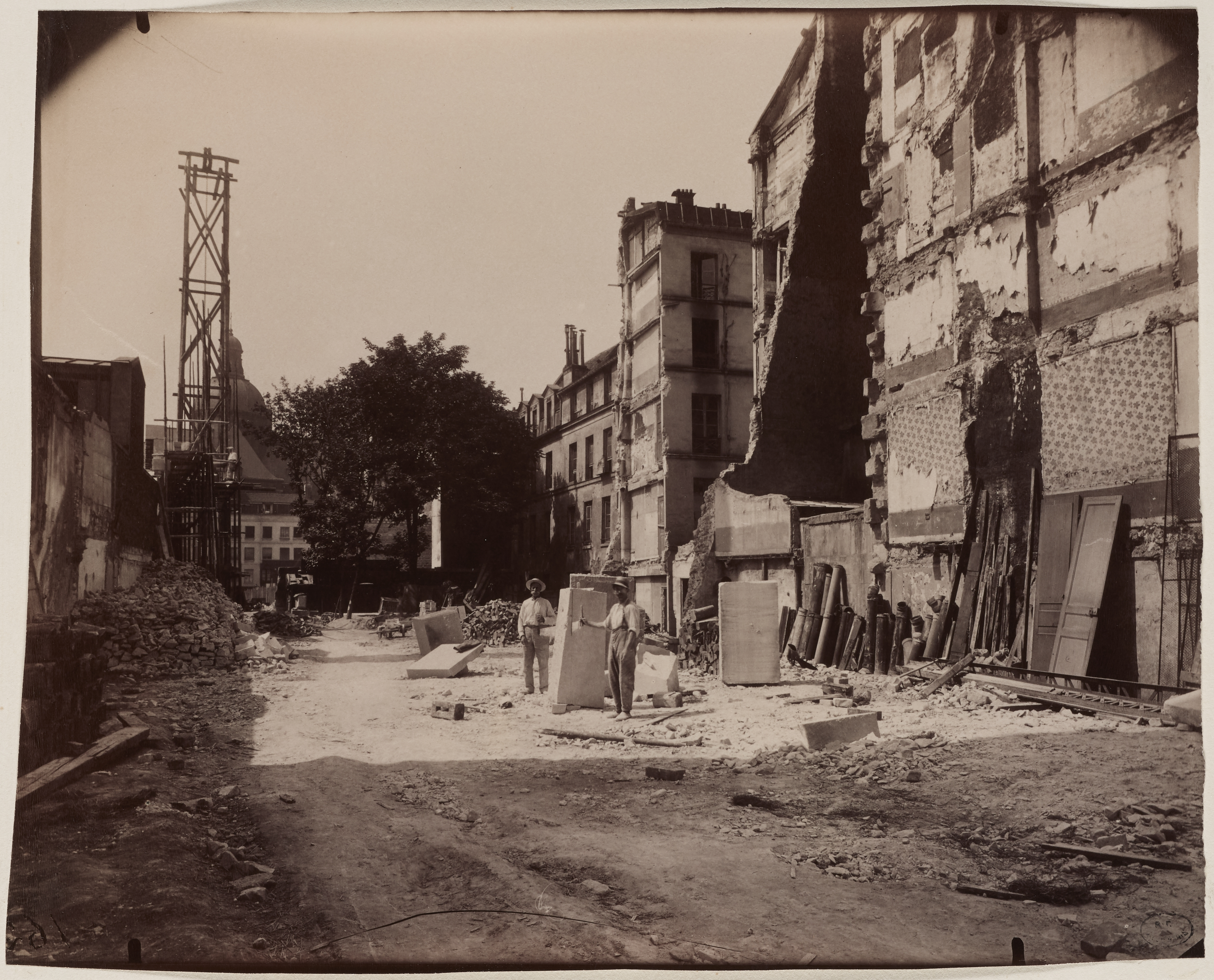
Démolition du Passage Saint-Pierre (Juin 1914).
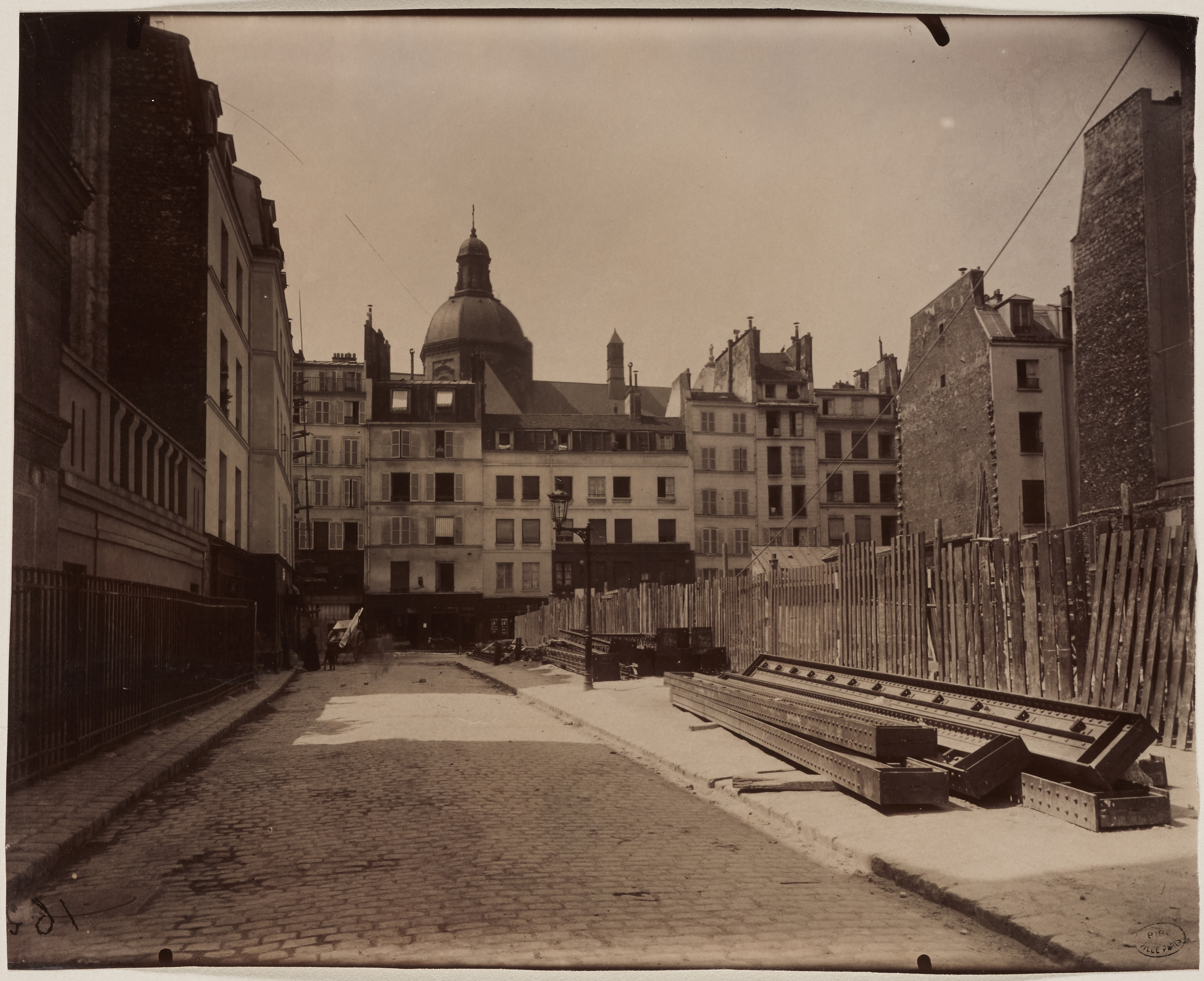
Démolition du Passage Saint-Pierre (Juin 1914).

## Bâtiments remarquables et lieux de mémoire
- Nos 17 à 23 : emplacement de l’ancienne église Saint-Paul-des-Champs[1].
- Nos 17 à 5-7 : emplacement du cimetière Saint-Paul-des-Champs[1].